# Maciej Krasiński
Maciej Stanisław Krasiński (ur. 3 lutego 1923, zm. 8 lutego 1999 w Warszawie) – polski architekt, profesor Politechniki Białostockiej, laureat Honorowej Nagrody SARP.

## Życiorys
Był żołnierzem Armii Krajowej. Absolwent Wydziału Architektury Politechniki Warszawskiej (1949).
Członek Stowarzyszenia Architektów Polskich (SARP) (od 1951), laureat Honorowej Nagrody SARP (1988), rzeczoznawca SARP.
Został pochowany na cmentarzu Powązkowskim w Warszawie (18.02.1999) (kwatera 251-6-1).

## Życie prywatne
Był mężem Ewy Krasińskiej (1927−1993).

## Realizacje
- Hydroelektrownia w Porąbce na Sole (1953) – współautor Stanisław Przemyski
- Główny Instytut Elektrotechniki w Warszawie – Międzylesiu (1955)
- Polski Pawilon na Triennale w Mediolanie (1957) – współautor Marek Leykam
- Supersam w Warszawie (1960) – współautorzy: Ewa Krasińska i Jerzy Hryniewiecki – Nagroda KBUA I stopnia (1962), zburzony
- Wojewódzka Hala Widowiskowo-Sportowa w Katowicach (1959-71) – współautor Maciej Gintowt – Nagroda Państwowa II stopnia (1972), Nagroda I-stopnia KBUA za projekt (1961) z zespołem: M. Gintowt, J. Hryniewiecki, Andrzej Strachocki, Aleksander Włodarz, Wacław Zalewski, Andrzej Żurawski, Złoty Wawrzyn Olimpijski (1973)
- Muzeum Sztuki Nowoczesnej w Skopje (1970) – współautorzy: E. Krasińska i Jerzy Mokrzyński
- Dom Handlowy „Central” w Łodzi (1972) – współautorzy: E. Krasińska i M. Gintowt
- Hala Sportowa Olivia w Gdańsku (1972–73) – współautor M. Gintowt
- Hala Widowiskowo-Sportowa „Podpromie” w Rzeszowie (1973–89) – współautorzy: M. Gintowt i A. Strachocki
- kościół pw. Matki Boskiej Nieustającej Pomocy w Duczkach (1979–2002)
- kościół pw. Najświętszego Serca Pana Jezusa w Skierniewicach (1985–2003)
- kościół pw. Miłosierdzia Bożego w Warszawie (1997–2002)

## Nagrody
- na szkicowy projekt wolnostojącego powtarzalnego pawilonu gastronomicznego „Społem” (1959) – II nagroda
- na projekt Supermarketu przy pl. Unii Lubelskiej w Warszawie (1959) – nagroda i realizacja
- na projekt Dworca Lotniczego na Okęciu w Warszawie (1960) – wyróżnienie
- na projekt koncepcyjny spółdzielczego domu handlowego w Łodzi (1961) – współautorzy: M. Gintowt, E. Krasińska, A. Strachocki, Wacław Zalewski – II nagroda
- na projekt ośrodka wypoczynkowo-turystycznego w Bukowinie Tatrzańskiej (1964) – współautor M. Gintowt – wyróżnienie II stopnia równorzędne
- na projekt koncepcyjny wzorcowego nadmorskiego zespołu wypoczynkowo-turystycznego (1967) – wyróżnienie równorzędne
- na opracowanie koncepcji urbanistyczno-architektonicznej wielofunkcyjnego ośrodka sportowego GKS Olimpia w Poznaniu (1977) – współautorzy: E. Krasińska, Jacek Michalski, Andrzej Pazdej – I nagroda
- na projekt zespołu obiektów sportowych w rejonie stadionu X-lecia w Warszawie – III etap (1977) – nagroda

## Odznaczenia
- Krzyż Kawalerski Orderu Odrodzenia Polski (1972)
- Złoty Wawrzyn Olimpijski